# Bruno Oscar Schmidt
Bruno Oscar Schmidt (Brasilia, 6 oktober 1986) is een Braziliaans beachvolleyballer. Met Alison Cerutti werd hij in 2015 wereldkampioen en in 2016 olympisch kampioen.

## Carrière

### 2005 tot en met 2013
Schmidt begon met zaalvolleybal maar wisselde later naar het beachvolleybal omdat de positie van spelverdeler hem niet beviel. In 2005 werd hij bij de WK U21 in Rio de Janeiro negende met Vinícius de Almeida Santos. Een jaar later won hij met Pedro Solberg Salgado de wereldtitel U21 in Mysłowice. Vervolgens vormde Schmidt van 2007 tot en met 2009 een duo met Joao Maciel. Na een paar kleinere toernooien speelden ze in september 2007 in Fortaleza hun eerste wedstrijd in de FIVB World Tour. Het jaar daarop deed het tweetal aan tien World Tour-toernooien mee, waarbij het zesmaal in de top tien eindigde en in Kristiansand tweede werd. In 2009 namen Schmidt en Maciel deel aan de WK in Stavanger waar ze in de zestiende finale werden uitgeschakeld door het Letse duo Aleksandrs Samoilovs en Ruslans Sorokins. In de World Tour speelden ze verder negen toernooien met twee vijfde plaatsen als beste resultaat.
In 2010 vormde Schmidt een team met Benjamin Insfran; het tweetal eindigde bij hun eerste FIVB-toernooi in Brasilia als derde. Vervolgens haalden ze bij negen van de dertien toernooien in de World Tour een toptienklassering en in Den Haag werden Schmidt en Benjamin tweede. Het jaar daarop speelde het duo zes toernooien inclusief de WK in Rome. Het beste resultaat was een vijfde plaats in Moskou en bij de WK werden ze in de achtste finale uitgeschakeld door het Poolse duo Grzegorz Fijałek en Mariusz Prudel. Gedurende de tweede helft van 2011 en het eerste toernooi in 2012 speelde Schmidt opnieuw met Maciel met een vierde plaats in Klagenfurt als beste resultaat. In 2012 deed Schmidt met Benjamin aan acht toernooien mee. Het duo haalde bij zes daarvan de top tien en eindigde in Shanghai als vierde.
Gedurende het seizoen 2013 vormde Schmidt weer een team met Pedro Solberg Salgado. Ze behaalden dat jaar enkel toptienplaatsen met twee overwinningen (Den Haag en São Paulo), twee tweede plaatsen (Shanghai en Gstaad) en twee derde plaatsen (Rome en Durban). Bij de WK in Stare Jabłonki eindigde het tweetal als vijfde nadat het de kwartfinale had verloren van de latere wereldkampioenen Alexander Brouwer en Robert Meeuwsen.

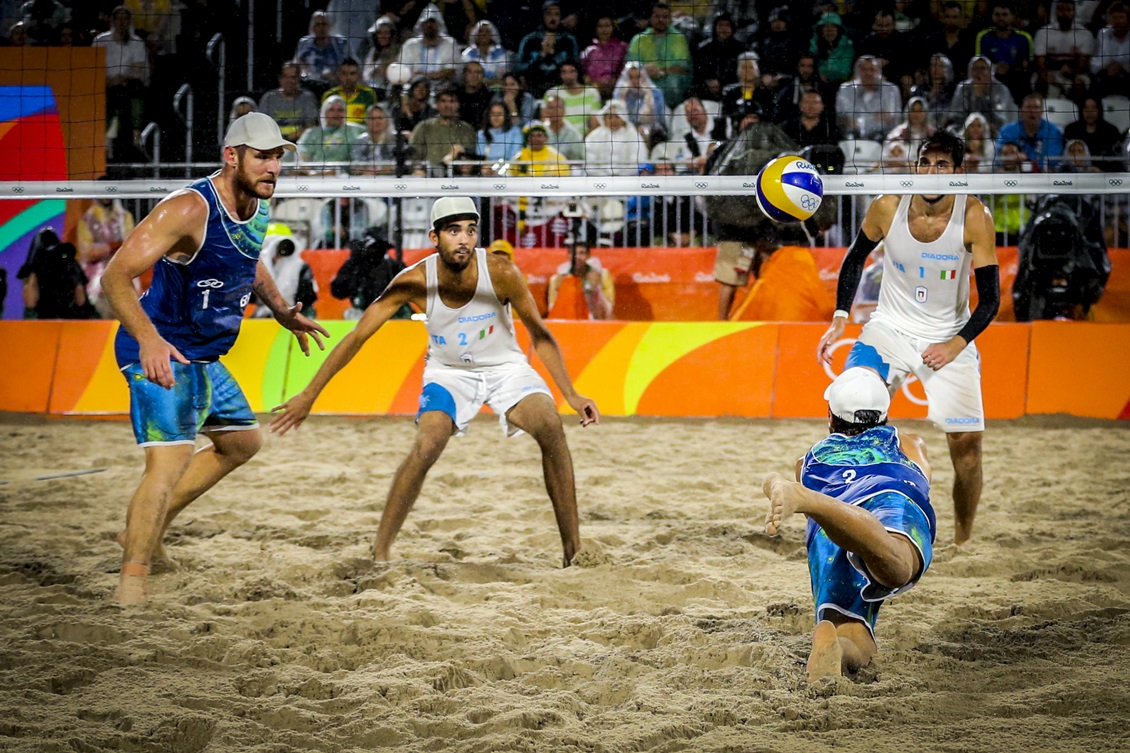
Schmidt (rechtsonder) en Alison in actie tegen Nicolai en Lupo tijdens de finale van de Olympische Spelen in Rio (2016)

### 2014 tot en met 2021
Van 2014 tot en met begin 2018 speelde Schmidt samen met Alison Cerutti. In hun eerste jaar wonnen ze de gouden medaille bij de Zuid-Amerikaanse Spelen in Santiago en namen ze aan elf wedstrijden in de World Tour deel. Het tweetal won in Klagenfurt en haalde het podium in Fuzhou (tweede), Berlijn (derde) en Gstaad (tweede). In 2015 begon het duo met een vierde plaats in Moskou, waarna een zeventiende en twee negende plaatsen volgden. Vervolgens wonnen Schmidt en Alison in Nederland de wereldtitel door de Nederlanders Reinder Nummerdor en Christiaan Varenhorst in de finale te verslaan. Na afloop van de WK boekten ze vier opeenvolgende overwinningen in de World Tour (Gstaad, Yokohama, Long Beach en Olsztyn). Na een vierde plaats in Rio de Janeiro won het duo ook de World Tour Finals in Fort Lauderdale, waarmee ze het jaar als winnaar van de FIVB World Tour afsloten.
In 2016 werden Schmidt en Alison in eigen land olympisch kampioen nadat ze in Rio de Janeiro de finale van het Italiaanse duo Paolo Nicolai en Daniele Lupo hadden gewonnen. Voorafgaand aan de Spelen speelde het duo zeven toernooien in de World Tour, waarbij het tweemaal won (Vitória en Poreč) en tweemaal als tweede eindigde (Moskou en Olsztyn). Aan het einde van het seizoen wonnen ze bovendien de World Tour Finals in Toronto. In 2017 speelde het tweetal in aanloop naar de WK zes wedstrijden in de World Tour met onder andere een eerste plaats in Rio de Janeiro en een derde plaats in Poreč. Bij de WK in Wenen eindigde het duo als negende nadat het in de achtste finale werd uitgeschakeld door het Canadese tweetal Ben Saxton en Chaim Schalk. Het jaar daarop behaalden Schmidt en Alison onder meer de derde plaats in Xiamen, waarna Schmidt vanaf juni 2018 weer een duo vormde met Pedro. Ze namen tot en met januari het jaar daarop deel aan acht toernooien met twee vijfde plaatsen (Wenen en Den Haag) als beste resultaat.
Vanaf maart 2019 vormde Schmidt een team met Evandro Gonçalves Oliveira Júnior. In aanloop naar de WK speelden ze zes wedstrijden in de World Tour waarbij ze tweemaal op het podium eindigden; in Jinjiang werd het duo tweede en in Warschau eerste. Bij de WK in Hamburg bereikten ze de zestiende finale waar ze werden uitgeschakeld door de Amerikanen Billy Allen en Stafford Slick. Vervolgens deden ze aan vijf reguliere FIVB-toernooien mee met een derde plaats in Gstaad als beste resultaat. Bij de World Tour Finals in Rome eindigde het tweetal als vijfde. Het jaar daarop behaalden ze bij de World Tour in Doha de vierde plaats. In 2021 speelden ze in aanloop naar de Spelen drie wedstrijden in de World Tour met als beste resultaat een vijfde plaats in Gstaad. Bij de olympisch beachvolleybaltoernooi in Tokio kwam het tweetal tot de achtste finale waar het Letse duo Mārtiņš Pļaviņš en Edgars Točs te sterk was.

## Palmares
Kampioenschappen
- 2006:  WK U21
- 2011: 9e WK
- 2013: 5e WK
- 2014:  Zuid-Amerikaanse Spelen
- 2015:  WK
- 2016:  OS
- 2017: 9e WK
- 2021: 9e OS

FIVB World Tour
- 2008:  Kristiansand Open
- 2010:  Brasilia Open
- 2010:  Den Haag Open
- 2013:  Grand Slam Shanghai
- 2013:  Grand Slam Den Haag
- 2013:  Grand Slam Rome
- 2013:  Grand Slam Gstaad
- 2013:  Grand Slam São Paulo
- 2013:  Durban Open
- 2014:  Fuzhou Open

- 2014:  Grand Slam Berlijn
- 2014:  Grand Slam Gstaad
- 2014:  Grand Slam Klagenfurt
- 2015:  Gstaad Major
- 2015:  Grand Slam Yokohama
- 2015:  Grand Slam Long Beach
- 2015:  Grand Slam Olsztyn
- 2015:  World Tour Finals Fort Lauderdale
- 2015:  FIVB World Tour
- 2016:  Vitória Open
- 2016:  Grand Slam Moskou
- 2016:  Grand Slam Olsztyn
- 2016:  Poreč Major
- 2016:  World Tour Finals Toronto
- 2017:  4* Rio de Janeiro
- 2017:  5* Poreč
- 2018:  5* Xiamen
- 2019:  4* Jinjiang
- 2019:  4* Warschau
- 2019:  5* Gstaad

## Persoonlijk
Schmidt is de neef van voormalig basketballer Oscar Schmidt.